# Leptoctenopsis tatochorda
Leptoctenopsis tatochorda là một loài bướm đêm trong họ Geometridae.